# Borazjan
Borazjan este un oraș din Iran.